# Polyommatus icarus

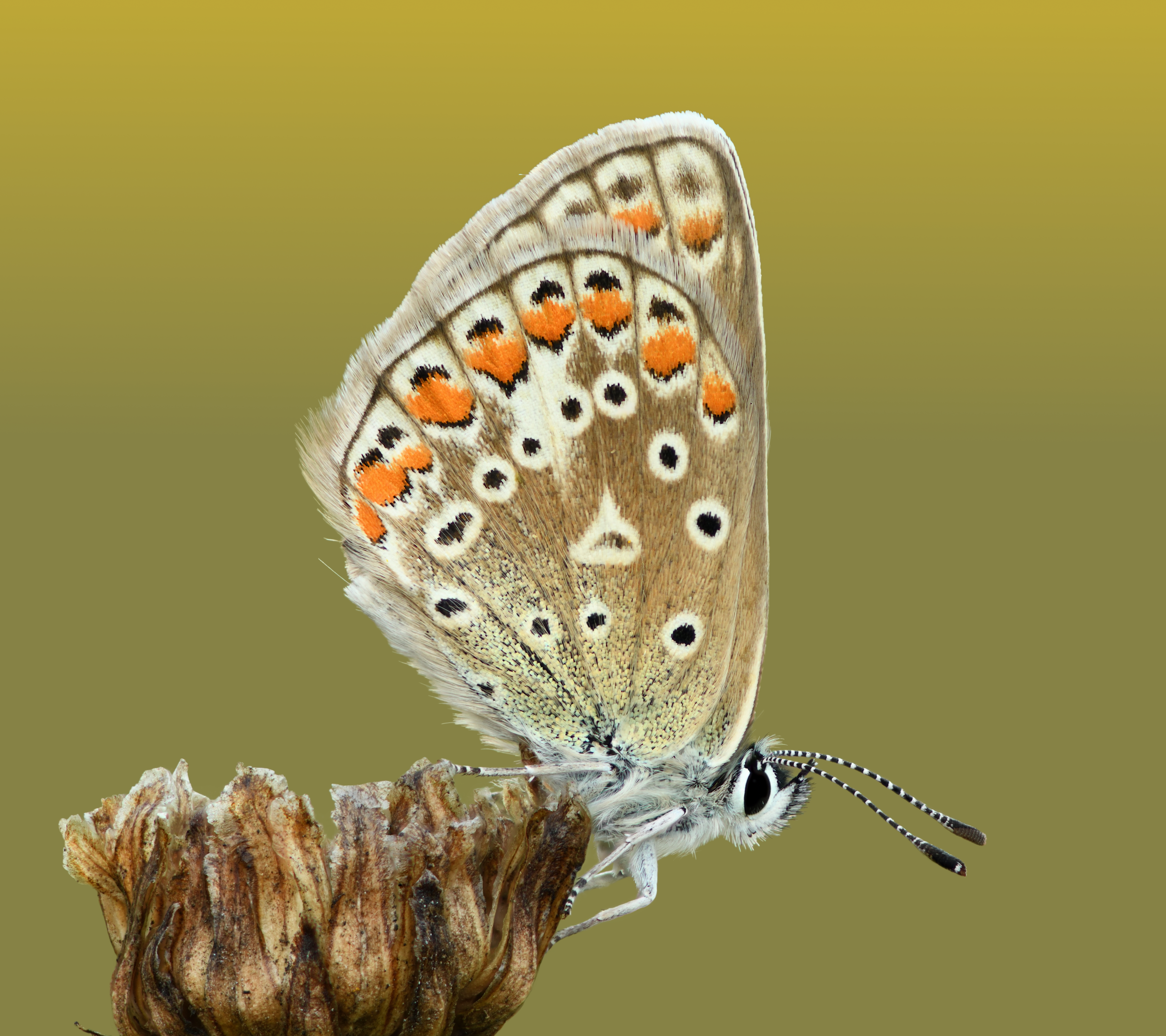
Pagina inferiore delle ali (♀)

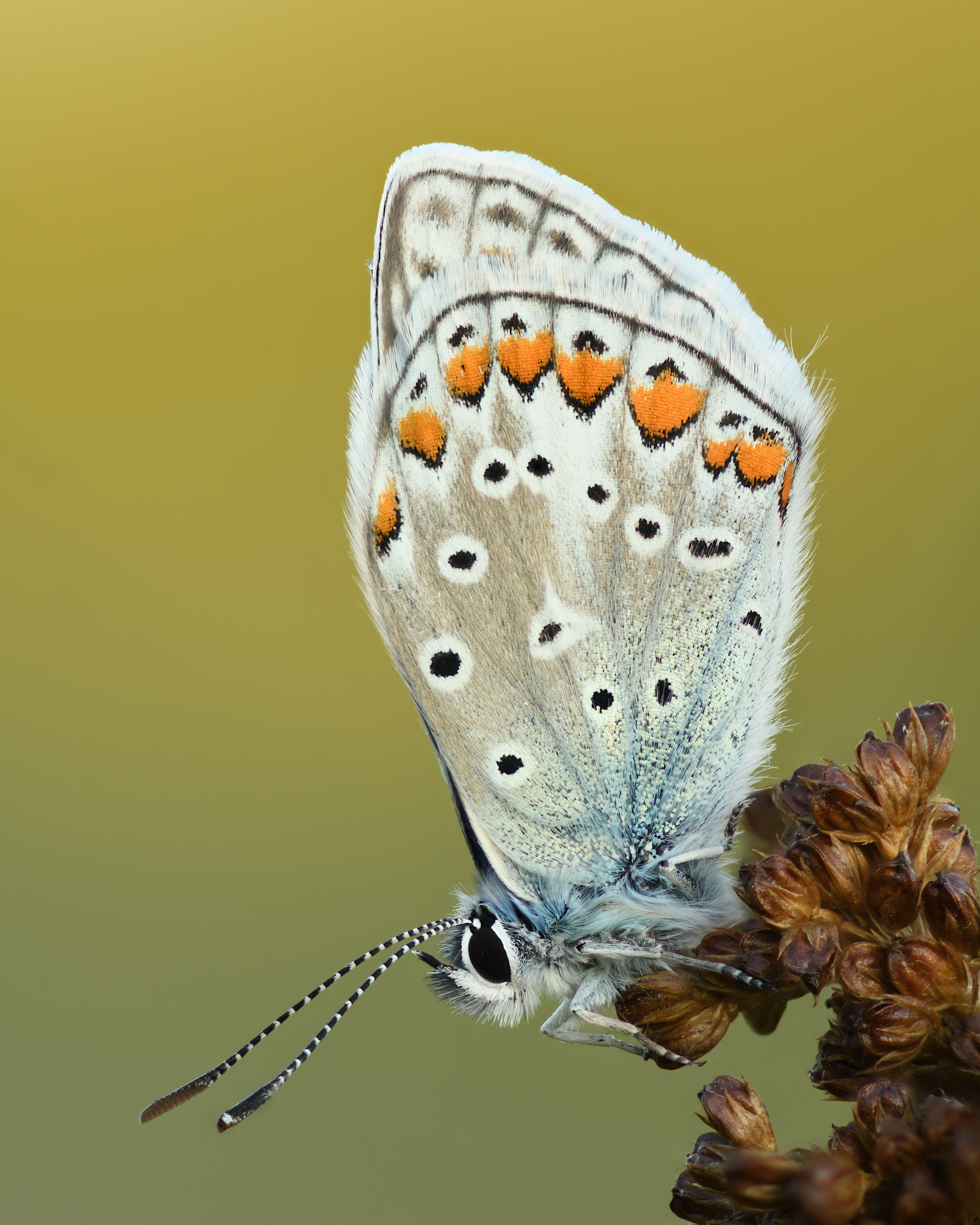
Pagina inferiore delle ali (♂)

L'icaro o argo azzurro (Polyommatus icarus (Rottemburg, 1775)) è un lepidottero appartenente alla famiglia Lycaenidae, diffuso in Eurasia e Nordafrica.

## Descrizione

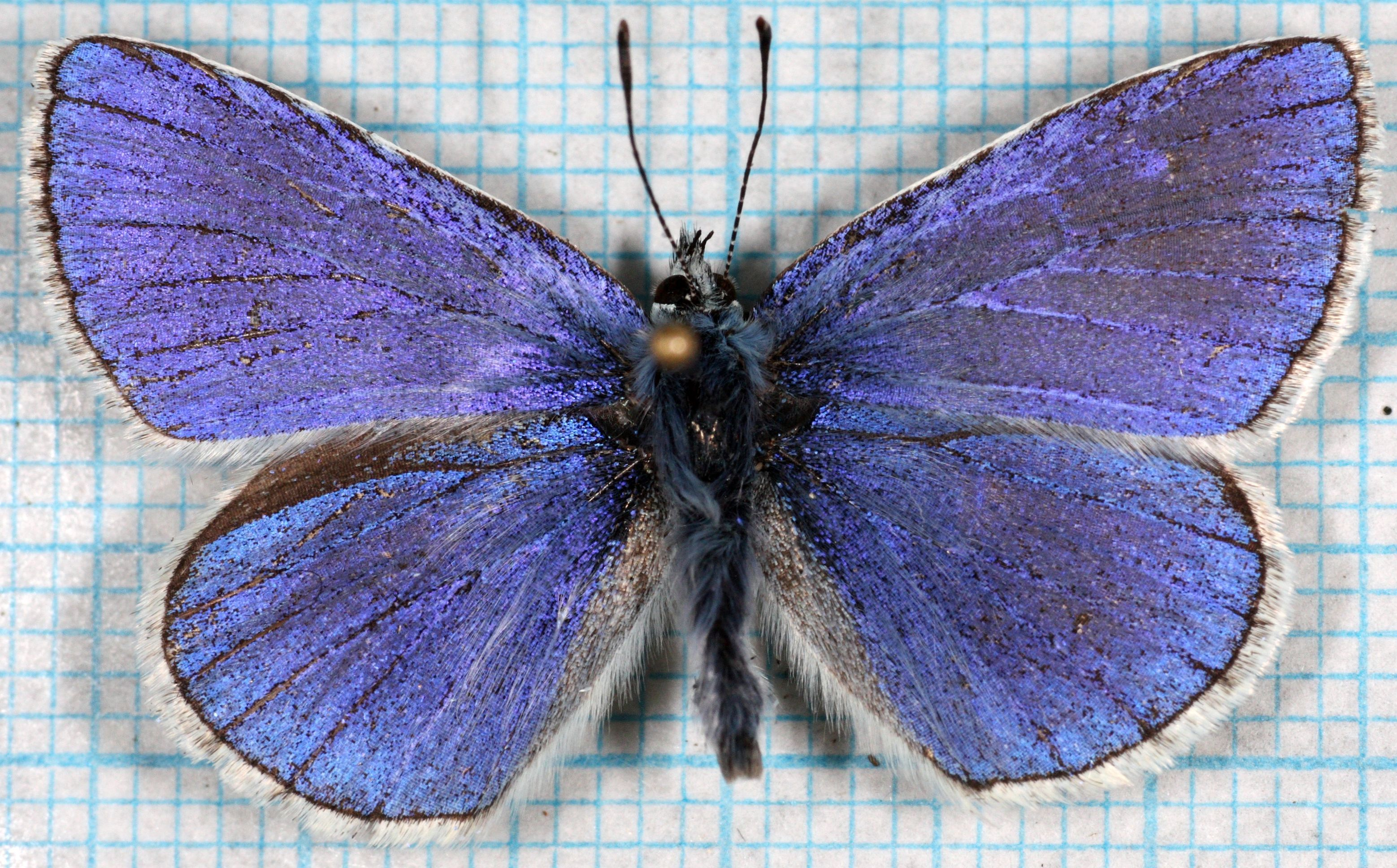
♂
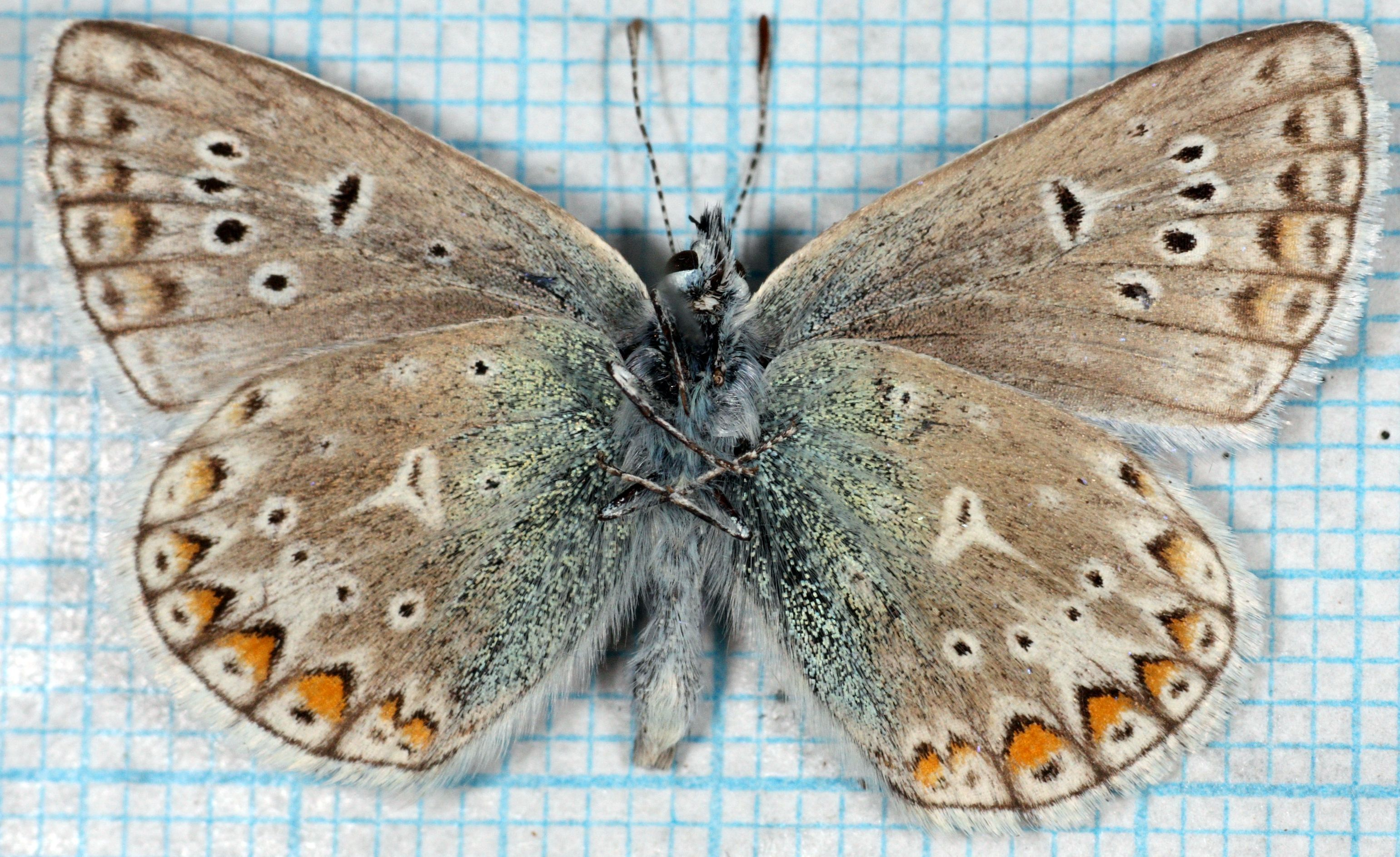
△ ♂
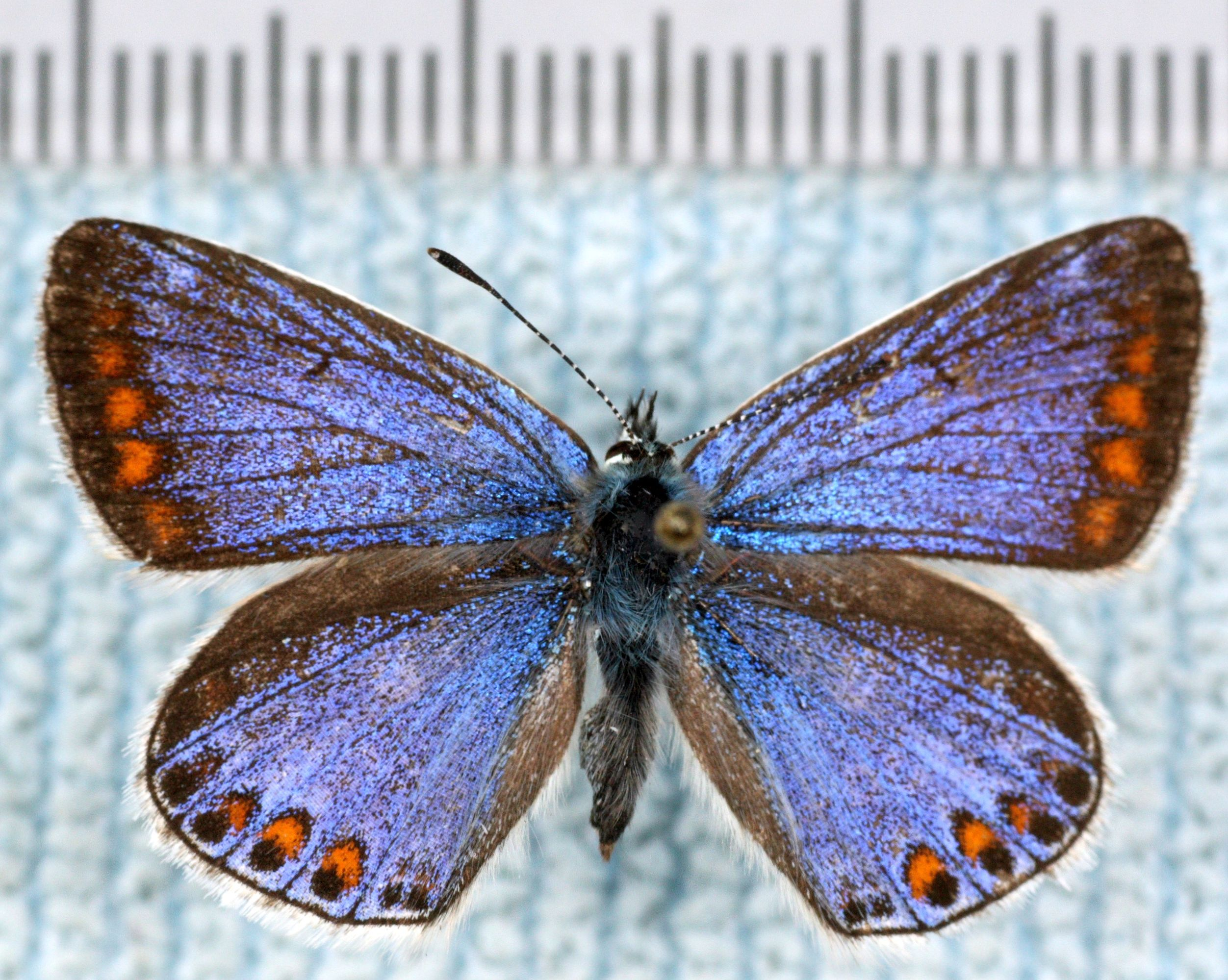
♀
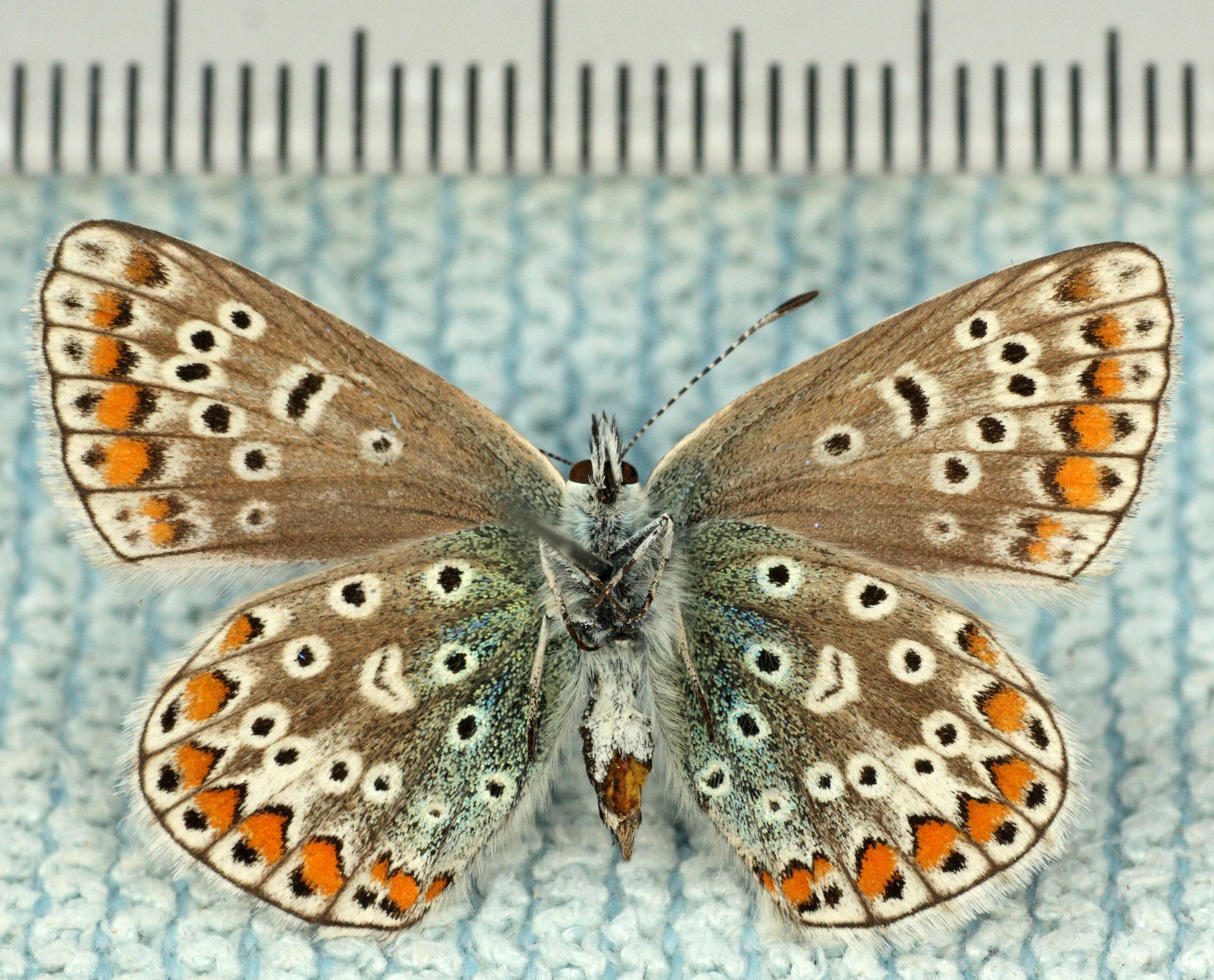
△ ♀

## Distribuzione e habitat
La specie è ampiamente diffusa e comune in tutta Italia, con eccezione di Sardegna e Sicilia (dove è sostituita da Polyommatus celina), in ambienti fioriti di ogni tipo dal livello del mare fino ai 2000 metri di quota. Questa specie, in pratica, può essere osservata ovunque sia presente la pianta nutrice della larva: Trifolium, Lotus e altre leguminose. Le larve sono spesso accudite dalle formiche e le pupe interrate nei formicai.